# 新・必殺仕置人
『新・必殺仕置人』（しん ひっさつしおきにん）は1977年1月21日から11月4日まで、NETテレビ → テレビ朝日系で毎週金曜日22:00 - 22:54に放送された、朝日放送と松竹製作のテレビ時代劇。主演は藤田まこと。全41話。
必殺シリーズの第10作、中村主水シリーズの第5作である。

映像上のタイトルには新を□で囲ったものが（中点は無い）使用されているが、本項では「新・必殺仕置人｣と表記する。

## あらすじ
江戸。暦の寅の日（十二日ごとに巡ってくる吉日）になると「寅の会」なる句会が開かれる。これは表向きは句会を装いながら、金で殺しを請け負う殺し屋（仕置人）たちの寄り合いであった。句会では標的となる人物の名前が織り込まれた俳句が詠まれ、ここに集った仕置人たちが殺しの依頼を競り落としていく。念仏の鉄は巳代松（中村嘉葎雄）、正八（火野正平）、おてい（中尾ミエ）に自分を加えた4人でチームを組み、「寅の会」で競り落とした仕置きを行っていた。
そんなある日、句会でかつての仲間、中村主水の名が詠み上げられる。主水は既に殺しの稼業から足を洗っており、また囚人の牢破りを未然に防いだ功により定町廻り同心に復帰していた。鉄は寅の会の掟を破り、密かに主水と接触。主水の命が競り落とされたことを告げる。
4年振りに鉄と再会した主水は、仕業人時代の仲間、赤井剣之介（中村敦夫）とその妻、お歌（中尾ミエ）の無惨な最期を語り、「生き残ったら、自分も仲間に加えてくれ」と言い残してその場を去る。
その後、主水は鉄たちの助けを借りて窮地を脱し、「寅の会」に属する鉄のチームに加わる。主水を仲間に加えた鉄たちは、弱者の晴らせぬ怨みを晴らしていく。

## 概要
当時の必殺シリーズは視聴率が低迷しており、制作スタッフは人気の高かった『仕置人』の続編を企画、念仏の鉄（山﨑努）を再登場させた。本作では闇の一大殺し屋組織「寅の会」を登場させ、主水もその標的とするなど、それまでの必殺シリーズの形式を踏まえつつ、いくつか新機軸も見られる。
その結果、視聴率も回復し、本作を前期シリーズの集大成として評価する声も多い。1985年発売のBGM集に載せられた必殺ファンクラブ「寅の会」会長の山田誠二は最終回「解散無用」は必殺シリーズ中でも白眉の出来で、第一次黄金時代の終了を意味するとコメントしている。
今現在もシリーズ最高傑作と評されるが、本放送時は金曜10時!うわさのチャンネル!!（日テレ系）や岸辺のアルバム（TBS系）といった高視聴率の裏番組があり、視聴率的には全盛期（視聴率の）は及んでいなかった。
また火野が演じた正八は必殺シリーズのコメディリリーフの役で、高い人気を誇っており、正八が初の殺しを行う第30話はファンの間で人気が高く、１７話と４０話ともに「正八三部作」と呼ばれて、監督は３本とも高坂であり、工藤栄一に特に影響を受けた高坂だけに１７話は工藤演出の影響を深く受けている。

## 再評価
第7回 京都 - ヒストリカで、本作の第一話が『必殺仕掛人』第1話 仕掛けて仕損じなし(監督：深作欣二／脚本：池上金男／原作：池波正太郎／)1と共に6mmフィルムで上映され、トークでは犬童一心（映画監督）、森山浩一（必殺仕事人2015プロデューサー）、石原興（監督・撮影）が本作を中心に必殺を語った。
2023年には東京の名画座ラピュタ阿佐ヶ谷とザムザ阿佐ヶ谷で必殺傑作エピソード特集が組まれ、本作の中からも選ばれて上映された

## 寅の会
本作では闇の一大殺し屋組織「寅の会」が裏稼業を取り仕切り、劇中に登場する江戸の仕置人は「寅の会」に所属することになっている。
頼み人は元締の虎に、晴らせぬ恨みを晴らしてくれるように頼む。虎は毎月2回の寅の日に催される句会で、依頼を競りにかける。句会には各仕置人グループの代表者が俳諧師として参加し、標的の名を織り込み俳句に託した依頼文が詠み上げられると「値引き競り（ダッチ・オークション）」が始まる。底値を提示した俳諧師のグループが依頼を受け、差額は虎の取り分となる。
依頼を落札した仕置人グループは、次の寅の日までに仕置を行う。
「寅の会」では外道仕置や標的との談合を禁じているが、そのほかにも以下の掟があり、これに背いたときは目付役の死神または虎に粛清される。
- 依頼を落札したグループが仕置に失敗しても、頼み人が死亡するか願いを取り下げない限り、次点入札の仕置人グループが仕置を受け継ぐ[14]。
- 頼み人から仕置を直接依頼された場合でも、必ず「寅の会」を通さなければならない[15]。
- 仕置人同士で談合をしてはならない[16]。
- 句会に無断で遅刻したり欠席してはならない[17]。
- 虎の私生活を探ってはならない[18]。

通常句会は屋内で開かれるが、依頼が無い場合は屋外などの人目に付く場所で催され、世間の目を欺く趣向となる。急ぎの場合は句会を介さず、虎が直々に斡旋することもある。

## 登場人物

### 鉄グループ
念仏の鉄
演 - 山﨑努
観音長屋というボロ長屋を住居とし表の稼業は骨接ぎ師を営む。月に一度、殺しをしないと気が済まないと言いながらも、外道仕事を徹底して嫌っており、虎からも一目置かれている。無類の女好きで頻繁に女郎屋に通い、そのために常に金欠で仲間に金の無心をすることも多い。
赤の長襦袢に黒の着物姿の派手な格好で以後もこの服相が定着する。
第7話より、両耳にピアスを付け、金のブレスレットを右腕に装着するようになる。第23話以降は髪を伸ばす。
ときには女郎の変装姿で仕置を行うなど、以前よりも豪快さが強調された。
自分たちのチームを「仲良し五人組」と呼んだりするものの、裏稼業に関わる揉め事が起こる度に、おてい以外のメンバー全員に鉄拳制裁を加えている。その一方で、自身の女好きが嵩じて仕事上のトラブルを起こしかけたりもした（第14話）。
最終話で、殺しに使う右腕を焼かれるが、標的と相討ちになりながらも自らの手で仕置した。その後、女郎の床で絶命する。
巳代松（みよまつ）
演 - 中村嘉葎雄
鉄同様、観音長屋に住む鋳掛職人、鉄たちからは、松と呼ばれている。口調と態度はクールだが人情家でもあり、仕置にはドライな鉄や主水とは一線を画す。本職よりも仕置きに用いる竹鉄砲の改良に執念を燃やす。
かつて鉄と果たし合い、互いに深傷を負うが、それが縁で仲間となる。
実兄のために島送りになった過去があるが、それは目が不自由な実兄の窮状を案じて身代わりを申し出た事によるものであった。しかし、のちに兄の負傷が島送りを逃れるための策略と判明、その外道ぶりに怒り、兄を自ら仕置した（第2話）。同じ境遇の人間に同情することも多く、腕の入れ墨を利用して悪人の懐に潜入し調査に役立てたこともある（第12話）。
最終話で、奉行所に捕らえられ、拷問を受けた挙句に廃人となるが、おていに連れられて江戸を去る。
正八
演 - 火野正平
絵草子屋。陽気で、お調子者の青年。鉄グループの密偵を務める。絵草子屋の地下蔵が、鉄グループの隠れ家となっている。
武芸の心得などは無く非力だが、第30話では例外的に短刀を用いて殺しを行っている。
最終話で、江戸を旅立つ巳代松とおていを見送り、自身は江戸に残る。
おてい
演 - 中尾ミエ
女巾着切り。正八と共に、グループの密偵を務める。姉御肌の性格で仕置相手の囮となって、仕置をサポートする事もある。
最終話で、捕らえられた巳代松とは恋仲であることが発覚、鉄たちの助けを乞う。廃人となり、解き放たれた巳代松を大八車に乗せ、正八と共に最後の仕置を成功させる。その後、巳代松を連れて江戸を発つ。
中村主水
演 - 藤田まこと
南町奉行所の同心。『必殺仕業人』では牢屋見廻り役だったが、牢破りを未然に防いだ功績により、定町廻りへ復帰。牢破りを巡る陰謀で寅の会に命を狙われるが、鉄たちの助力を得て窮地を脱し、裏稼業に復帰した。剣客としての実力から腕の立つ侍や大人数相手の仕置を担当することが多かったが、知恵袋として計画立案なども行う。
第1話で自分の人身代わりで野良犬（親犬）が毒殺され、連れの子犬を不憫に思い「コロ」と名付けて第12話まで飼っていた。
一度は寅の会の標的にされたことと、掟に背いてグループ入りをしたことから、その正体は秘匿され、虎や死神にも素性を知られることはなかった。これは最終回への伏線ともなっているが、鉄のグループに入った後も仕置の標的とされることがあった。最後の仕置を終えた後は元の一同心に戻っていった。

### 寅の会
元締・虎
演 - 藤村富美男（元阪神タイガース）
闇の一大殺し屋組織「寅の会」を束ねる大元締。
江戸中に散在していた仕置人達をまとめ上げ、「寅の会」を作り上げる。かつては凄腕の仕置人であり、劇中では粛清のため、裏切り者を房付きバット状の棍棒「物干し竿」で葬っている（第3話）
最終話で、配下の辰蔵が作った外道組織「辰の会」に寝返った吉蔵らに長屋を襲撃され、殺害される。死に際に辰蔵一味の仕置を鉄に依頼した。
第19話で、配下の仕置人 さそりの弥八に預けた娘がいることが明らかになるが、父娘の名乗りを挙げることはなかった。
死神
演 - 河原崎建三
虎の側近の仕置人で、寅の会の用心棒も務める。
口数が少なく、無表情で訥々とした語り口が特徴的な青年。仕置の際は眼に遮光器を着け、標的を確実に葬る。仕置の目付役であり、仕置人たちからも恐れられている。虎の警護役であり、虎以外の人間に気を許すことはない。
その出自はギリヤーク人（ニヴフ）で、幼い頃に罪を犯した父親に連座し、父子ともども流刑にされたが、父親は途中で死に、一人残された小舟で海を漂っている所を虎に拾われ、彼の養子として育てられた。
第40話で、女仕置人のお徳と相思相愛となるが、足抜けを図った彼女は仲間に粛清される。これに怒った死神は下手人を殺し、奉行所と寅の会から追われる。逃亡中に正八と出会い、彼に斡旋された隠れ家でお徳の遺体と対面した後、お徳に寄り添うように自害した。
サウンドトラックにおける解説、およびメディアでの訥々とした死神の語りの文字表記は片仮名で記載されている。
嘉平
演 - 灰地順
虎の側近。仕置きする人物の織り込み俳句を詠む。第3話で裏付け調査に手落ちがあった責を問われ自害させられる（闇の俳諧師達に見せられたのは既に果てた後の姿であるため、実際には殺された可能性もある。）。
吉蔵（きちぞう）
演 - 北村光生
虎の側近。粛清された嘉平に代わり、第4話より登場した。最終話で結成された「辰の会」に寝返り、虎を裏切る。
正八の押す大八車に乗った巳代松とおていに追われて仕置された。

### その他
中村せん
演 - 菅井きん
主水の姑。主水が牢屋見廻り同心から、定町廻り同心に復帰したことから、前作に比べ、いびりはやや穏やかになっている。
中村りつ
演 -  白木万理
主水の妻。せんとともに、婿養子の主水をいびる。
屋根の男
演 - マキ
鉄たちが住む観音長屋の屋根の上から赤い褌一丁で瓢箪を浮き代わりに、釣り糸を垂らして座っている謎の男。長屋との関係は不明。
正八にちょっかいを出したり、勝手に他人の長屋に上がって飯をあさる。鉄や主水から何か言われると一言を返している。
最終話で、某藩の若君と判明する。
闇の俳諧師
演 - 井関一、瀬下和久、阿井美千子、藤沢薫、原聖四郎、堀北幸夫、伴勇太郎、沖時男、秋山勝俊、遠山欽、伊波一夫
与力 高井
演 - 辻萬長
同心 真木
演 - 三好久夫
おしん
演 - 吉本真由美
ナレーション
新番組予告、オープニング、エンディング（第13話のみ） - 芥川隆行
次回予告 - 野島一郎要出典（朝日放送アナウンサー（当時）。キャストロールに表記なし）
オープニング・ナレーション - 作、- 早坂暁、野上龍雄

### ゲスト
第1話 「問答無用」
- お兼 - 二宮さよ子
- 市郎太 - 大林丈史
- 次郎次 - 阿藤海
- 未三 - 島米八
- 矢切の庄兵衛 - 遠山欽
- 書き役 - 浜田雄史
- おかみ - 小林加奈枝
- 職人 - 松尾勝人
- 職人 - 美鷹健児
- 筑波重四郎 - 岸田森

第2話 「情愛（なさけ）無用」
- 道玄 - 山本麟一
- 吉五郎 - 井関一
- おつゆ - 関根世津子
- 同心 吉村 - 柳川清
- 河内屋 - 永田光男
- 源次 - 暁新太郎
- 権八 - 新郷隆
- 母親 - 小林泉
- 平蔵 - 吉田聖一
- 兼吉 - 扇田喜久一
- 近所の小母さん- 小笠原町子
- 近所の小母さん - 町田米子
- 近所の小母さん - 松田春子
- 子供 - 細井伸悟
- 河内屋の妻 - 上田恵子
- 河内屋の娘 - 高橋美智子
- 用心棒 - 丸尾好広
- 用心棒 - 鈴木義章

第3話 「現金（げんなま）無用」
- お梶 - 本阿弥周子
- おふみ - 川田ともこ（特別出演）
- 新兵衛 - 大竹修造
- 与力・高井 - 辻萬長
- 沖田政勝 - 柳原久仁夫
- 沖田政高 - 宮ケ原淳一
- 太吉 - 水上保広
- お菊 - 嶋多佳子
- 伊三郎 - 瀬下和久
- 宇之吉 - 出水憲司
- 竜五郎 - 秋山勝俊
- 旦那 - 松田明
- 喜平 - 灰地順
- 葬儀屋 - 松尾勝人
- 医者 - 沖時男
- 中年の男 - 伊波一夫
- 人足 - 鈴木義章
- 玄達 - 今井健二

第4話 「暴徒無用」
- 香絵 - 浅田奈々
- 宗兵ヱ - 岩田直二
- 善右ヱ門 - 石浜祐次郎
- 浪人 高木 - 千葉敏郎
- 手下 玄次 - 浜伸二
- 重右ヱ門 - 寺下貞信
- たよ - 島村昌子
- 三造 - 黛康太郎
- 和助 - 大迫ひでき
- 茶屋親爺 - 千葉保
- 宿の主人 - 日高久
- 伊右衛門 - 遠藤太津朗

第5話 「王手無用」
- 疋田兵庫 - 菅貫太郎
- 伊藤宗看 - 伊藤果
- 初津 - 横山リエ
- 目明し 金次 - 小島三児
- 旗本 小出 - 唐沢民賢
- 旗本 横地 - 武周暢
- 旗本 神尾 - 重久剛一
- 浅田 - 永野達雄
- 文造 - 伴勇太郎
- 吉蔵 - 北村光生
- 弥造 - 石原須磨男
- 内儀 - 小柳圭子
- 男娼 時次郎 - 戸城泰人
- 同心 森川 - 浜田雄史
- 与力 - 下元年世
- 駒屋番頭 - 北原将光
- 風呂の客 - 淀神勝利
- 金次の手下 - 松尾勝人
- 金次の手下 - 広田和彦

第6話 「偽善無用」
- 佐吉 - 森下哲夫
- おたよ - 吉本真由美
- 鳴海屋 - 伊東亮英
- 伝次 - 田畑猛雄
- 弥助 - 柳原久仁夫
- 藤吉 - 滝譲二
- 与力 - 酒井哲
- 同心 - 山口幸生
- 同心 - 浜田雄史
- 同心 - 河野実
- 同心 - 宮川珠季
- 船頭 - 淀神勝利
- 長屋の女 - 佐名手ひさ子
- 長屋の女 - 町田米子
- 長屋の女 - 小笠原町子
- 客 - 藤川準
- おちか - 清川虹子

第7話 「貸借無用」
- 村上兵之進 - 草薙幸二郎
- お袖 - 片桐夕子
- 重吉 - 平野康
- 仙太 - 松本龍幸
- おまん - 池田幸路
- 代貸 久六 - 鈴木淳
- 妙法の七 - 田中弘史
- 喜蔵 - 北村光生
- お熊 - 三笠敬子
- おかね - 山口じゅん
- お糸 - 中塚和代
- 牢番 - 乃木年雄
- 三ん下 - 平井靖
- 三ん下 - 東悦次
- 小者 - 松尾勝人
- 子分 - 美鷹健児
- 子分 - 横堀秀勝
- 子分 - 丸尾好広
- 岡っ引 - 鈴木義章
- 政五郎 - 須賀不二男

第8話 「裏切無用」
- 闇の重六 - 名和宏
- 金見庄兵ヱ - 伊達三郎
- かねみ庄次郎 - 五味龍太郎
- おしま - 森みつる
- 与力 - 酒井哲
- 宇平 - 日高久
- 侍 - 東悦次
- 侍 - 吉田聖一
- 侍 - 黛康太郎
- 岡場所の女 - 岡田恵子
- 同心 石部 - 亀石征一郎

第9話 「悪縁無用」
- おりく - 大関優子
- 長次 - 園田裕久
- 雅泉堂 - 北村英三
- おうめ - 松井加容子
- おせん - 近江輝子
- 小娘 - 尾崎弥枝
- 文太 - 吉田隆之
- 秋田屋 - 入江慎也
- 居酒屋女将 - 八代郷子
- おみつ - 大崎紀子
- 婆さん - 小林加奈枝
- 世話役 - 藤川準
- 音吉 - 早川保

第10話 「女房無用」
- 政吉 - 常田富士男
- 相模屋惣五郎 - 神田隆
- 藤七 - 佐藤京一
- 親爺 - 北原将光
- 六都 - 美鷹健児
- 六都 - 鈴木義章
- 六都 - 横堀秀勝
- 遺り手婆さん - 木下サヨ子
- 女郎 - 町田米子
- 女郎 - 内田真江
- 女郎 - 倉谷礼子
- 女郎 - 末永直美
- 子分 - 加茂雅幹
- 子分 - 新堀隆
- 子分 - 馬場義勝
- 子分 - 渡辺憲悟
- 子分 - 東悦次
- 子分 - 広田和彦
- 子分 - 美樹博
- 子分 - 松尾勝人
- 子分 - 丸尾好宏
- お久 - 和田かつら
- 商人 - 伊波一夫

第11話 「助人無用」
- おこの - 白川和子
- 富五郎 - 田口計
- 源六 - 志賀勝
- おせい - 松村康世
- 源七 - 黛康太郎
- お千代 - 玉山由利子
- 医者 - 柳川清
- 老人 - 石原須磨男
- 富五郎の配下 - 横堀秀勝
- 富五郎の配下 - 丸尾好広
- 富五郎の配下 - 東悦次
- 芸者衆 - 十二料亭三笠蓮
- 天狗の鞍三 - 嵐寛寿郎

第12話 「親切無用」
- お米 - 村田知榮子
- 稲葉典膳 - 横森久
- 戸田剛造 - 外山高士
- 上月数馬 - 河原崎次郎
- 鳴門屋利吉 - 大竹修造（2回目）
- 平七 - 赤崎英樹
- おきみ - 小坂知子
- 銀次 - 下元年世
- 同心 - 出水憲司
- 三吉 - 岡本崇
- たえ - 上田ひとみ
- 極楽屋与三郎 - 大木実

第13話 「休診無用」
- おしん - 左時枝
- 舟渡の銀蔵 - 江幡高志
- 喜三郎 - 浜田晃
- 弥平 - 堀勝之祐
- 志津 - ひろみどり
- 同心 - 柳原久仁夫
- 同心 - 浜田雄史
- 小太郎 - 瀬賀敏之
- 商家の主人 - 藤川準
- 商家の女房 - 小林加奈枝
- 患者 - 伊波一夫
- 職人 - 松尾勝人
- 下っ引 - 大迫ひでき
- 寺岡玄庵 - 上原謙

第14話 「男狩無用」
- 小夜 - 渡辺とく子
- 志乃 - 戸部夕子
- 新三郎 - 森下哲夫（2回目）
- かね - 志乃原良子
- 弥吉 - 島米八
- 芳三 - 田畑猛雄
- 彦七 - 壬生新太郎
- 彦六 - みの和田良太
- 宏吉 - 美鷹健児
- 戸田 - 北原将光
- 腰元 - 斎藤のり子
- 腰元- 山崎すみえ
- 妙心尼 - 三島ゆり子

第15話 「密告無用」
- 亀吉 - 小松政夫
- 伊蔵 - 石橋蓮司
- おくめ - 岡まゆみ
- 叶屋唐兵衛 - 谷口完
- 菊之丞 - 坂東三津志郎
- おふさ - 明石螢子
- 高田屋 - 寺下貞信
- 師範 - 千葉敏郎
- 同心 - 出水憲司
- 与力 - 玉生司郎
- 裏方 - 布目眞爾

第16話 「逆怨無用」（さかうらみむよう）
- 相模屋島蔵 - 南道郎
- 又七 - 松山照夫
- おりん - 八木孝子
- 猪三郎 - 堀北幸夫
- 与力 - 玉生司朗
- 女郎 - 三笠敬子
- 弥之吉 - 黛康太郎
- 相模屋 子分 - 美樹博
- 相模屋 子分 - 丸尾好広
- 相模屋 子分 - 美鷹健児
- 相模屋 子分 - 扇田喜久一

第17話 「代役無用」
- 友吉 - 桜木健一
- おいと - 志摩みずえ
- 甲州屋宗兵ヱ - 高木均
- 喜左ヱ門 - 志摩靖彦
- おうめ - 島村昌子
- 源七 - 吉田聖一
- 久六 - 宍戸大全
- 米八 - 渡辺高光

第18話 「同情無用」
- およう - 池波志乃
- 礼二郎 - 佐藤仁哉
- 岡っ引き 辰三 - 清水綋治
- 番頭 嘉兵衛 - 高野真二
- 惣右ヱ門 - 西川ヒノデ
- 娘の父親 - 日高久
- 娘 - 倉谷礼子
- 同心 - 宮川珠季
- 手代 - 松尾勝人
- 囚人 - 滝譲二
- 囚人 - 東悦次
- 茶屋の主人 - 伊波一夫
- 同心 服部左内 - 犬塚弘

第19話 「元締無用」
- さそりの弥八 - 花沢徳衛
- 猫の勘兵ヱ - 川合伸旺
- おしん - 三浦リカ
- 道海 - 天王寺虎之助
- おさと - 三浦徳子
- 伊之吉 - 島米八
- 東次郎 - 暁新太郎
- 清吉 - 柳川昌和
- 惣右衛門 - 伊東亮英
- 医者順庵 - 市川男女之助
- おかみ - 町田米子
- おしげ - 八代郷子
- 遊び人 - 美樹博
- 遊び人 - 松尾勝人
- 遊び人 - 広田和彦
- 遊び人 - 扇田喜久一
- 与一 - 大迫ひでき
- 女 - 末永直美

第20話 「善意無用」
- 軍鶏の清吉 - 松山省二
- 木曽屋善兵ヱ - 稲葉義男
- お加代 - 森川千恵子
- 徳之助 - 高峰圭二
- 吉次郎 - 浜伸二
- 喜多村勘右ヱ門 - 永田光男
- 喜助 - 大橋壮多
- 弥平 - 千葉保
- 与力 - 山口幸生
- 同心村瀬 - 浜田雄史
- やくざ - 布目真爾
- やくざ - 諸木敦郎

第21話 「質草無用」
- 質屋 みな月 - 今井健二（2回目）
- おねこ - 野々山香代子
- 三次 - 内田勝正
- おまん - 丘夏子
- 仙吉 - 下元年世
- おねこの弟 - 丸谷剛士
- 古着屋 親爺 - 松田明
- おけら屋 内儀 - 近江輝子
- おしの - 岡田恵子
- 女郎 - 牧路子
- おかみさん - 木下サヨ子
- おかみさん - 佐名手ひさ子
- おかみさん - 小林加奈枝
- 町の男 - 松尾勝人
- 町の男 - 伊波一夫
- 町の男 - 平井靖
- 町の男 - 広田和彦
- 里親 - 和田かつら

第22話 「奸計無用」
- 黒井伝蔵 - 上野山功一
- おきみ - 赤木美絵
- 笹川伊織 - 西山嘉孝
- 為吉 - 柳川清
- 金八 - 唐沢民賢（2回目）
- 質屋の親爺 - 日高久
- 呉服屋 番頭 - 重久剛
- 金工夫 - 萩原郁三
- 人夫頭 - 吉田良全
- 若い夫婦 - 中本雅年
- 若い夫婦 - 竹中ひろ子
- 松崎屋徳兵ヱ - 天津敏

第23話 「訴訟無用」
- 公事師長十郎 - 城所英夫
- みよ - 北川めぐみ
- 伝次 - 沼田曜一
- 善兵ヱ - 須藤健
- 与吉 - 三木豊
- 猫八 - 田畑猛雄
- 丑松 - 美鷹健児
- しず - 尾崎弥枝]
- 同心 - 浜田雄史
- 同心 - 鈴木義章
- やくざ - 黛康太郎
- やくざ - 美樹博
- 番頭 - 北見唯一
- 遊び人 - 東悦次
- 鉄の客 - 石原須磨夫
- 引廻しの同心 - 松尾勝人
- 牢番 - 伊波一夫
- 辻屋仙蔵 - 入川保則

第24話 「誘拐無用」
- 喜三次 - 小宮守
- おえん - 川崎あかね
- 奉行 田原 - 岩田直二
- 正平 - 多田和生
- 音吉 - 波多野克也
- 浅吉 - 平井靖
- 居酒屋の親爺 - 伊波一夫
- 番頭 - 松尾勝人
- 同心 - 加茂雅幹
- 同心 - 丸尾好広
- 同心 - 鈴木義章
- 備前屋 - 小坂一也
- お蝶 - 赤座美代子
- 同心 秋月 - 須賀不二男（2回目）

第25話 「濡衣無用」
- 同心 平田 / 三本杉 - 神田隆（2回目）
- お秋 / 秋野 - 弓恵子
- 庚申の月三 - 近藤宏
- おきぬ - 石川えり子
- 与力 - 玉生司朗
- 老同心 - 飯田覚三
- 勘定方 役人 - 入江慎也
- おもん - 左名手ひさ子
- 女郎 - 三笠敬子
- 女郎 - 山上博子
- 女郎 - 和田かつら
- 番太 - 伊波一夫
- 用心棒 - 新郷隆
- 用心棒 - 渡辺憲悟
- 用心棒 - 丸尾好広
- 用心棒 - 宍戸大全
- 役人 - 松尾勝人
- 門番 - 平井靖
- 改役 - 美鷹健児
- 用心棒 - 横堀秀勝

第26話 「抜穴無用」
- 清次 - 芦屋小雁
- 尾関一心 - 南原宏治
- 月峰 - 灰地順
- 権太 - 剣持伴紀
- きく - 西条真砂子
- 甚助 - 暁新太郎
- やり手婆さん - 小林加奈枝
- 留吉 - 大迫ひでき
- さよ - 志乃原良子（2回目）
- 同心 田渕 - 西田良
- 僧林 - 伴勇太郎
- 女郎 - 倉谷礼子
- 同心 - 美樹博
- 掻っ払い - 東悦次
- 僧林の仲間 - 鈴木義章
- テキ屋 - 松尾勝人
- 三次 - 布目真爾

第27話 「約束無用」
- 仙三 - 綿引洪
- とよ - 服部妙子
- お梶 - 田口久美
- おかみさん - 小柳圭子
- 女胴師 - 和田かつら
- やり手婆さん - 三星東美

第28話 「妖刀無用」
- 登勢 - 緑魔子
- 池田左母次郎 - 大木実（2回目）
- 三田村采女 - 袋正
- 清五郎 - 山口幸生
- 久蔵 - 不破潤
- 村瀬市之進 - 小林芳宏
- 村瀬又十郎 - 柳原久仁夫
- 西尾孫太夫 - 溝田繁
- 牢同心 - 山本一郎

第29話 「良縁無用」
- 細井弥一郎 - 岡崎二朗
- お京 - 大関優子（2回目）
- 唐津屋半兵ヱ - 浜田寅彦
- 稲葉竜之助 - 横森久（2回目）
- 細井忠興 - 小笠原良知
- 仙吉 - 大竹修造（3回目）
- 勘定奉行 - 伊波一夫
- 弥市 - 瀬賀敏之
- お万 - 山上博子
- 医者 - 乃木年雄
- 町の男 - 美鷹健児
- 町の男 - 平井靖
- 町の男 - 加藤正記

第30話 「夢想無用」
- おたみ - 津田京子
- 仁吉 - 倉石功
- 磯島重兵衛 - 五味龍太郎（2回目）
- 文吉 - 小野川公三郎
- 竜三九郎 - 下元年世
- 善兵ヱ - 志摩靖彦
- おきぬ - 三浦徳子 （2回目）
- 同心榊 - 玉生司朗
- 文吉の母 - 近江輝子
- 船頭 - 堀北幸夫
- 古着屋 - 伊波一夫

第31話 「牢獄無用」
- 高岡刑部 - 今井健二（3回目）
- 渡海屋 - 穂高稔
- 石出帯刀 - 高野真二（2回目）
- 常神の十郎太 - 清水綋治（2回目）
- 毒蜘蛛の六助 - 出水憲司
- 堀田内膳正 - 永野達雄
- いく - 尾崎弥枝
- 同心 佐々木 - 小瀬朗
- 蝮の三次 - 大東梁佶
- 同心 水上 - 三島猛
- 同心 岡本 - 梶本潔
- 分銅屋 - 藤尾純
- 鳴海屋 - 伊波一夫
- 閻魔の与七 - 黛康太郎
- 九作 - 野崎善彦
- 鮫吉 - 東悦次
- 囚人 - 美鷹健児
- 囚人 - 馬場義勝
- 囚人 - 伝法三千雄
- 医者 - 石原須磨夫
- 牢番 - 赤井圭昌
- 同心 - 松尾勝人

第32話 「阿呆無用」
- おみつ - 小坂知子 （2回目）
- 伊兵ヱ - 川合伸旺（2回目）
- 利助 - 小島三児（2回目）
- おまさ - 小野朝美
- 伝蔵 - 木村元
- 源吉 - 唐沢民賢（3回目）
- おのぶ - 宮本幸子
- 役人 - 松尾勝人
- 阿波おどり - 藝茶楽

第33話 「幽霊無用」
- 伊之助 - 森次晃嗣
- お糸 - 松本留美
- 船奉行 林右ヱ門 - 波田久夫
- 和市 - 藤原釜足
- 文治 - 山本一郎
- 職人 - 美鷹健児
- 女 - 岡田恵子
- 同心 - 松尾勝人
- 同心 - 宮川珠季
- 同心 - 広田和彦

第34話 「軍配無用」
- 大開の一蔵 - 多々良純
- 源次 - 平泉征
- 綱綿 - 大前均
- 飯塚典馬 - 中村孝雄
- 日下清風 - 岩田直二
- 梶 - 藤山喜子
- お弓 - 尾崎弥枝
- 冨吉 - 重久剛
- 日下追心 - 小林芳宏
- 刀の岩 - 団巌
- 浅井俊二郎 - 田中弘史
- 相馬 - 芦田鉄雄
- 住職 - 天王寺虎之助
- 神主 - 市川男女之助
- 瓦版屋 - 松尾勝人
- 堀田正直 - 伊波一夫
- 役人 - 美樹博

第35話 「宣伝無用」
- 浜田屋弥左ヱ門 - 信欣三
- 唐木屋市兵衛 - 伊沢一郎
- 宇之吉 - 有川博
- 浜田屋平蔵 - 小林尚臣
- おゆみ - 桑垣浩子
- おしず - 志乃原良子(3回目)
- 伝八 - 徳田実
- 菊屋 主人 - 北見唯一
- 店の客 - 飯田覚三
- 闇の俳諧師 - 原聖四郎

第36話 「自害無用」
- 福原九一郎 - 新田昌玄
- お糸 - テレサ野田
- 与力 神崎 - 西山辰夫
- 志乃 - 荒砂ゆき
- 鏡文十郎 - 大林丈史（2回目）
- 粂次 - 藤江喜幸
- 助川半蔵 - 汐路章
- 女郎屋 おかみ - 小柳圭子
- おれん - 西田トキコ

第37話 「生命無用」
- 銀造 - 垂水悟郎
- 大黒屋七兵ヱ - 天津敏（2回目）
- 銀平 - 高峰圭二（2回目）
- 熊吉 - 五味龍太郎（3回目）
- 九助 - 鶴田忍
- 質草の女 - 小西由貴
- 八重 - 上田ひとみ
- 双六 - 平野康
- 吉野屋喜左ヱ門 - 藤尾純
- 勘太 - 新郷隆
- 石松 - 柳川昌和
- 勝次 - 島米八
- 番頭 - 日高久
- 職人 - 表淳夫
- 大工 - 広田和彦
- 質草の女 - 小西由貴
- 老婆 - 小林加奈枝
- 同心 - 黛康太郎

第38話 「迷信無用」
- おもん - 鮎川いづみ（特別出演）
- 久蔵 - 島田順司
- おかつ - 森秋子
- 定吉 - 石田信之
- 仙太郎 - 水上保広
- 嘉吉 - 海老江寛
- 小娘 - 中塚和代
- 瓦版売り - 大橋壮多
- 町の女 - 三星東美
- 町の女 - 倉谷礼子

第39話 「流行無用」
- 定吉 - 大和田伸也
- おくみ - 村地弘美
- 宇之助 - 森下哲夫（3回目）
- 久蔵 - 八名信夫
- 藤五郎 - 江幡高志（2回目）
- 源七 - 大木正司
- 同心 高田 - 田畑猛
- 清太郎 - 石沢健
- 女郎 - 三笠敬子
- 小間物屋主人 - 伊波一夫
- 小間物屋番頭 - 松尾勝人

第40話 「愛情無用」
- 長次 - 戸浦六宏
- 参次 - 黒部進
- 又八 - 宍戸大全
- お徳 - 八木孝子（2回目）
- お仙 - 中川梨絵
- 目明し 文蔵 - 山本弘
- 伊作 - 黛康太郎
- 了然 - 天王寺虎之助
- 与力 - 山口幸生

第41話 「解散無用」
- 辰蔵 - 佐藤慶
- 諸岡佐之助 - 清水綋治（3回目）
- 田村十三郎 - 山崎清三郎
- 女郎 - 森みつる
- 道八 - 唐沢民賢（4回目）
- 弥之吉 - 高並功
- 義助 - 東悦次
- 小者 - 平井靖
- 侍 - 伊波一夫
- 侍 - 美鷹健児

## 殺し技
中村主水
大刀で悪人を斬る、刺す。正面からの立ち回り以外に、脇差による突き刺しも多い。
第26話は敵の仕込み十手を立ち回り中に奪い取って突き刺した。
念仏の鉄
右手の親指と人差指と中指で悪人の脊椎や胸骨、頸椎を折って絶命させる。挿入されるレントゲン映像は仕置人放送当時よりも技術的進歩を遂げている。
仕置人の頃に比べて、相手の自由を奪うために骨を外すことは少なくなり、即時に殺害することが多い。女郎、歌舞伎役者、武者、捕り方に変装して仕置することもあった。
巳代松
手製の竹鉄砲（短筒）で悪人を撃ち殺す。ただし、使用する火薬の性質上、射程距離がわずか二間（約3.6m）しかなく、一度発射すると銃身が砕け散るばかりか、反動で自身も吹っ飛んでしまう。度重なる改良を行った結果、銃身が砕け散って吹っ飛ぶ事はなくなったが、二間の壁は最後まで破れなかった。
目的に応じて「バズーカ型短筒」（第8話）、「五連発短筒」（第9話）、「爆発短筒」（第10話）、「消音器付き短筒」（第11話）「二連（発）短筒」（第16話）、「照準器付き短筒」（第18話）、「傘型短筒」（第23話）などを開発、使用した。
第1 - 4話は仕置に際して、釜底の煤を顔に塗っていた。また、弾が命中する際は効果音が挿入されていた。
死神
狩猟に用いる紐付きの鉄製の銛を投げ、悪人の首筋を貫く（第1、36、40話）。寅の会の目付役として、闇に紛れたり地面の下に隠れるなど、神出鬼没である。
「トレードマークの眼帯（遮光器）」と「銛」は彼のルーツ（ギリヤーク人）を物語る重要な伏線となっている。第1話の撮影現場で、監督の工藤栄一が考え出したもので、脚本には「飛び出しナイフ状の刃物」と記されていた。
元締・虎
バット状の棍棒「物干し竿」で、悪人の頭部を強打し撲殺する。これは虎を演じた藤村富美男が阪神タイガース現役時代に使用していた長尺バット「物干し竿」を意識したもので、仕置の場面には選手時代の藤村の映像が挿入される演出があった（第3話）。
第8話では敵が投げつけた鉄球を棍棒で打ち返し、額に命中させて倒している。
殺しを披露したのは上記の2回のみだが、第16話で裏切り者（女仕置人）の死体を鉄に見せて自ら仕置したと語っている。

## スタッフ
- プロデューサー - 山内久司、仲川利久（朝日放送）、櫻井洋三（松竹）
- 脚本 - 放送日程参照
- 監督 - 放送日程参照
- 音楽 - 平尾昌晃
- 制作協力 - 京都映画撮影所（現・松竹撮影所）
- 制作 - 朝日放送、松竹

## 主題歌・挿入歌
- 主題歌 - 川田ともこ「あかね雲」（東芝レコード（現・ユニバーサルミュージック・EMI Records Japan））
作詞：片桐和子、作曲：平尾昌晃、編曲：竜崎孝路
- 挿入歌 - 火野正平「想い出は風の中」（ディスコメイトレコード）
作詞・作曲：火野正平、編曲：比呂公一
第17、30話の挿入歌。第40話では、火野演じる正八自身が「劇中歌」として披露した。
- 挿入歌 - 火野正平「海」
作詞・作曲：火野正平、編曲：比呂公一
「想い出は風の中」のB面曲。第40話の挿入歌。
- 挿入歌 - 川田ともこ「つむぎ唄」
作詞：片桐和子、作曲：平尾昌晃、編曲：竜崎孝路　　　　
「あかね雲」のB面曲。ジャケットに「『新・必殺仕置人』挿入歌」の記述あり。

## 影響を受けた作品
玉城ティナ主演『地獄少女』は本作や必殺仕置人必殺からくり人シリーズに影響を受けたことで知られているが、『映画秘宝』で田野辺尚人は同作を「ブライアン・デ・パルマが新・必殺仕置人を撮ったような作品」「旧・仕置人も影響を与えているが、それ以上に新・仕置なのが重要」と評し、本作の影響が強いことを論じた。

## 放送日程
- サブタイトルのフォーマットは漢字二文字と、その後に「無用」。

| 話数   | 放送日         | サブタイトル | 脚本              | 監督     |
| ------ | -------------- | ------------ | ----------------- | -------- |
| 第1話  | 1977年01月21日 | 問答無用     | 野上龍雄          | 工藤栄一 |
| 第2話  | 1977年01月28日 | 情愛無用     | 村尾昭            | 工藤栄一 |
| 第3話  | 1977年02月04日 | 現金無用     | 村尾昭            | 松野宏軌 |
| 第4話  | 1977年02月11日 | 暴徒無用     | 安倍徹郎          | 松野宏軌 |
| 第5話  | 1977年02月18日 | 王手無用     | 安倍徹郎          | 工藤栄一 |
| 第6話  | 1977年02月25日 | 偽善無用     | 中村勝行          | 大熊邦也 |
| 第7話  | 1977年03月04日 | 貸借無用     | 大和屋竺          | 松野宏軌 |
| 第8話  | 1977年03月11日 | 裏切無用     | 野上龍雄          | 高坂光幸 |
| 第9話  | 1977年03月18日 | 悪縁無用     | 保利吉紀          | 松野宏軌 |
| 第10話 | 1977年03月25日 | 女房無用     | 中村勝行          | 松野宏軌 |
| 第11話 | 1977年04月08日 | 助人無用     | 中村勝行          | 大熊邦也 |
| 第12話 | 1977年04月15日 | 親切無用     | 松原佳成          | 高坂光幸 |
| 第13話 | 1977年04月22日 | 休診無用     | 中村勝行          | 渡邊祐介 |
| 第14話 | 1977年04月29日 | 男狩無用     | 安倍徹郎          | 渡邊祐介 |
| 第15話 | 1977年05月06日 | 密告無用     | 保利吉紀          | 大熊邦也 |
| 第16話 | 1977年05月13日 | 逆怨無用     | 村尾昭            | 松野宏軌 |
| 第17話 | 1977年05月20日 | 代役無用     | 保利吉紀          | 高坂光幸 |
| 第18話 | 1977年05月27日 | 同情無用     | 中村勝行          | 松野宏軌 |
| 第19話 | 1977年06月03日 | 元締無用     | 村尾昭            | 工藤栄一 |
| 第20話 | 1977年06月10日 | 善意無用     | 中村勝行          | 松野宏軌 |
| 第21話 | 1977年06月17日 | 質草無用     | 保利吉紀          | 高坂光幸 |
| 第22話 | 1977年06月24日 | 奸計無用     | 松原佳成          | 松野宏軌 |
| 第23話 | 1977年07月01日 | 訴訟無用     | 松原佳成          | 高坂光幸 |
| 第24話 | 1977年07月08日 | 誘拐無用     | 保利吉紀          | 松野宏軌 |
| 第25話 | 1977年07月15日 | 濡衣無用     | 松田司            | 高坂光幸 |
| 第26話 | 1977年07月22日 | 抜穴無用     | 松原佳成 嵯峨忍   | 松野宏軌 |
| 第27話 | 1977年07月29日 | 約束無用     | 野上龍雄          | 工藤栄一 |
| 第28話 | 1977年08月05日 | 妖刀無用     | 和久田正明        | 松野宏軌 |
| 第29話 | 1977年08月12日 | 良縁無用     | 松原佳成          | 松野宏軌 |
| 第30話 | 1977年08月19日 | 夢想無用     | 保利吉紀          | 高坂光幸 |
| 第31話 | 1977年08月26日 | 牢獄無用     | 松原佳成          | 松野宏軌 |
| 第32話 | 1977年09月02日 | 阿呆無用     | 村尾昭            | 高坂光幸 |
| 第33話 | 1977年09月09日 | 幽霊無用     | 岡本克己          | 高坂光幸 |
| 第34話 | 1977年09月16日 | 軍配無用     | 古市東洋司        | 原田雄一 |
| 第35話 | 1977年09月23日 | 宣伝無用     | 村尾昭            | 高坂光幸 |
| 第36話 | 1977年09月30日 | 自害無用     | 疋田哲夫 志村正浩 | 工藤栄一 |
| 第37話 | 1977年10月07日 | 生命無用     | 松原佳成          | 高坂光幸 |
| 第38話 | 1977年10月14日 | 迷信無用     | 保利吉紀          | 原田雄一 |
| 第39話 | 1977年10月21日 | 流行無用     | 中村勝行          | 工藤栄一 |
| 第40話 | 1977年10月28日 | 愛情無用     | 野上龍雄          | 高坂光幸 |
| 第41話 | 1977年11月04日 | 解散無用     | 村尾昭            | 原田雄一 |

## ネット局
系列は放送当時のもの。
| 放送対象地域   | 放送局           | 系列                                         | 備考                                                  |
| -------------- | ---------------- | -------------------------------------------- | ----------------------------------------------------- |
| 近畿広域圏     | 朝日放送         | テレビ朝日系列                               | 制作局                                                |
| 関東広域圏     | テレビ朝日       | テレビ朝日系列                               | 1977年3月まではNETテレビ                              |
| 北海道         | 北海道テレビ     | テレビ朝日系列                               |                                                       |
| 青森県         | 青森テレビ       | TBS系列                                      | 1977年3月まで                                         |
| 青森県         | 青森放送         | 日本テレビ系列 テレビ朝日系列                | 1977年4月から                                         |
| 岩手県         | 岩手放送         | TBS系列                                      | 現・IBC岩手放送                                       |
| 宮城県         | 東日本放送       | テレビ朝日系列                               |                                                       |
| 秋田県         | 秋田テレビ       | フジテレビ系列                               |                                                       |
| 山形県         | 山形放送         | 日本テレビ系列                               |                                                       |
| 福島県         | 福島テレビ       | TBS系列 フジテレビ系列                       |                                                       |
| 新潟県         | 新潟総合テレビ   | フジテレビ系列 日本テレビ系列 テレビ朝日系列 | 現・NST新潟総合テレビ                                 |
| 長野県         | 長野放送         | フジテレビ系列                               |                                                       |
| 山梨県         | テレビ山梨       | TBS系列                                      |                                                       |
| 富山県         | 富山テレビ       | フジテレビ系列                               |                                                       |
| 石川県         | 北陸放送         | TBS系列                                      |                                                       |
| 福井県         | 福井テレビ       | フジテレビ系列                               |                                                       |
| 静岡県         | 静岡放送         | TBS系列                                      |                                                       |
| 中京広域圏     | 名古屋テレビ     | テレビ朝日系列                               |                                                       |
| 鳥取県・島根県 | 山陰放送         | TBS系列                                      |                                                       |
| 岡山県         | テレビ岡山       | フジテレビ系列 テレビ朝日系列                | 現・岡山放送 当時の放送免許エリアは岡山県のみ         |
| 広島県         | 広島ホームテレビ | テレビ朝日系列                               |                                                       |
| 山口県         | テレビ山口       | TBS系列 フジテレビ系列 テレビ朝日系列        |                                                       |
| 徳島県         | 四国放送         | 日本テレビ系列                               | 第32話は制作協力として、クレジットされている          |
| 香川県         | 瀬戸内海放送     | テレビ朝日系列                               | 当時の放送免許エリアは香川県のみ                      |
| 愛媛県         | 南海放送         | 日本テレビ系列                               |                                                       |
| 高知県         | テレビ高知       | TBS系列                                      |                                                       |
| 福岡県         | 九州朝日放送     | テレビ朝日系列                               |                                                       |
| 長崎県         | 長崎放送         | TBS系列                                      |                                                       |
| 熊本県         | 熊本放送         | TBS系列                                      |                                                       |
| 大分県         | 大分放送         | TBS系列                                      |                                                       |
| 宮崎県         | 宮崎放送         | TBS系列                                      |                                                       |
| 鹿児島県       | 南日本放送       | TBS系列                                      |                                                       |
| 沖縄県         | 琉球放送         | TBS系列                                      | 「11PM」金曜日のネット開始に伴い、第5話で打ち切られた |

## 補足事項
- 第5話「王手無用」では、被害者役の女流棋士に蛸島彰子女流四段（当時）をキャスティングしようとしたが、蛸島が殺される役だったことに蛸島の同門の兄弟子である芹沢博文八段（当時）が異議を唱えたため、蛸島は外され、撮影されたシーンはお蔵入りとなった[42]。
- 最終回の脚本は実際の放送とかなりの違いがある。脚本段階では「おていは巳代松の子を身ごもる」。「虎は辰蔵の手下にではなく、鉄に自分が殺されるように仕向ける」。「ラストシーンは主水と正八が鉄の遺体を流し、それをじっと見つめている場面で終わる」とされていた[43]。

## 前後番組
| NET → テレビ朝日系 金曜22時台（当時は朝日放送の制作枠）   | NET → テレビ朝日系 金曜22時台（当時は朝日放送の制作枠） | NET → テレビ朝日系 金曜22時台（当時は朝日放送の制作枠） |
| 前番組                                                    | 番組名                                                  | 次番組                                                  |
| --------------------------------------------------------- | ------------------------------------------------------- | ------------------------------------------------------- |
| 必殺からくり人・血風編 （1976年10月29日 - 1977年1月14日） | 新・必殺仕置人 （1977年1月21日 - 1977年11月4日）        | 新・必殺からくり人 （1977年11月18日 - 1978年2月10日）   |